# Karpîlivka, Kamin-Kașîrskîi
Karpîlivka (în ucraineană Карпилівка) este un sat în comuna Karasîn din raionul Kamin-Kașîrskîi, regiunea Volînia, Ucraina.

## Demografie
Componența lingvistică a localității Karpîlivka
     Ucraineană (99,58%)
     Alte limbi (0,28%)
Conform recensământului din 2001, majoritatea populației localității Karpîlivka era vorbitoare de ucraineană (99,58%), existând în minoritate și vorbitori de alte limbi.